# (1329) Eliane
(1329) Eliane es un asteroide que forma parte del cinturón de asteroides y fue descubierto por Eugène Joseph Delporte desde el Real Observatorio de Bélgica, Uccle, el 23 de marzo de 1933.

## Designación y nombre
Eliane fue designado inicialmente como 1933 FL.
Posteriormente se nombró en honor de una de las hijas del astrónomo belga Paul Bourgeois.

## Características orbitales
Eliane está situado a una distancia media del Sol de 2,617 ua, pudiendo alejarse hasta 3,071 ua. Su inclinación orbital es 14,47° y la excentricidad 0,1734. Emplea en completar una órbita alrededor del Sol 1546 días.